# Fontians d'Aude
Fontiès d'Aude és un municipi francès, situat al departament de l'Aude i a la regió d'Occitània.